# Magnolia changhungtana
Magnolia changhungtana là một loài thực vật có hoa trong họ Magnoliaceae. Loài này được ined. mô tả khoa học đầu tiên.